# Ateneu
Ateneu (em grego clássico: Αθήναιος; romaniz.: Athénaios; em latim: Athenaeus; fl. século II-III) foi um escritor grego da Roma Antiga, ativo entre o reinado de Marco Aurélio (r. 168–180) e Caracala (r. 211–217). Era nativo de Náucratis, no Egito.
Ateneu nasceu em Náucratis, no delta do Nilo, no Egito. Deve ter nascido no reinado do imperador Marco Aurélio (r. 168–180) e viveu até algum momento depois de 228, data da morte do jurista Ulpiano, a quem Ateneu cita em sua obra. Seu trabalho sobrevivente se chama Dipnosofistas ou Banquete dos Eruditos. Pode ser considerado uma das primeiras coleções do que é chamado Ana, ou seja, uma imensa massa de anedotas, extratos de escritos de poetas, historiadores, dramaturgos, filósofos, oradores e médicos, fatos da história natural, críticas e discussões sobre quase todos os assuntos possíveis, especialmente gastronomia, sobre a qual cita a obra perdida de Arquéstrato. Diz o próprio que teria lido e feito extratos de 800 peças da chamada comédia média. O autor se apresenta descrevendo, a seu amigo Timócrates, o banquete oferecido na casa do nobre Laurêncio para vários convidados, incluindo o médico Galeno e o jurista Ulpiano. A obra foi escrita na forma de diálogo, no qual os interlocutores são os convidados.